# Belle e Sebastien
Belle e Sebastien, pubblicato anche con il titolo Bella e Sebastiano (Belle et Sébastien), è un romanzo scritto da Cécile Aubry.
Racconta l'amicizia tra un bambino di sei anni di nome Sebastien e il suo cane Belle, un cane da montagna dei Pirenei, che vivono in un villaggio delle Alpi francesi vicino al confine italiano. Sébastien vive con il nonno, la sorella e il fratello adottivi, mentre sua madre, una Rom, è morta dopo averlo dato alla luce mentre cercava di attraversare il confine il giorno di San Sebastiano. Il romanzo ha avuto numerose trasposizioni televisive e cinematografiche.

## Adattamenti
- Belle et Sébastien – serie televisiva in 39 episodi (1965-1970)
- Belle et Sebastien (Meiken Jorii) – serie TV anime in 52 episodi (1981)
- Belle & Sebastien (Belle et Sébastien), regia di Nicolas Vanier (2013)
- Belle & Sebastien - L'avventura continua (Belle et Sébastien, l'aventure continue), regia di Christian Duguay (2015)
- Belle e Sebastien (Belle et Sébastien) – serie animata televisiva in 52 episodi (2017)
- Belle & Sebastien - Amici per sempre (Belle et Sébastien 3, le dernier chapitre), regia di Clovis Cornillac (2018)
- Belle & Sebastien - Next Generation (Belle et Sébastien: Nouvelle génération), regia di Pierre Coré (2022)